# 奧瑟諾湖
56°09′01″N 28°38′27″E / 56.15028°N 28.64083°E

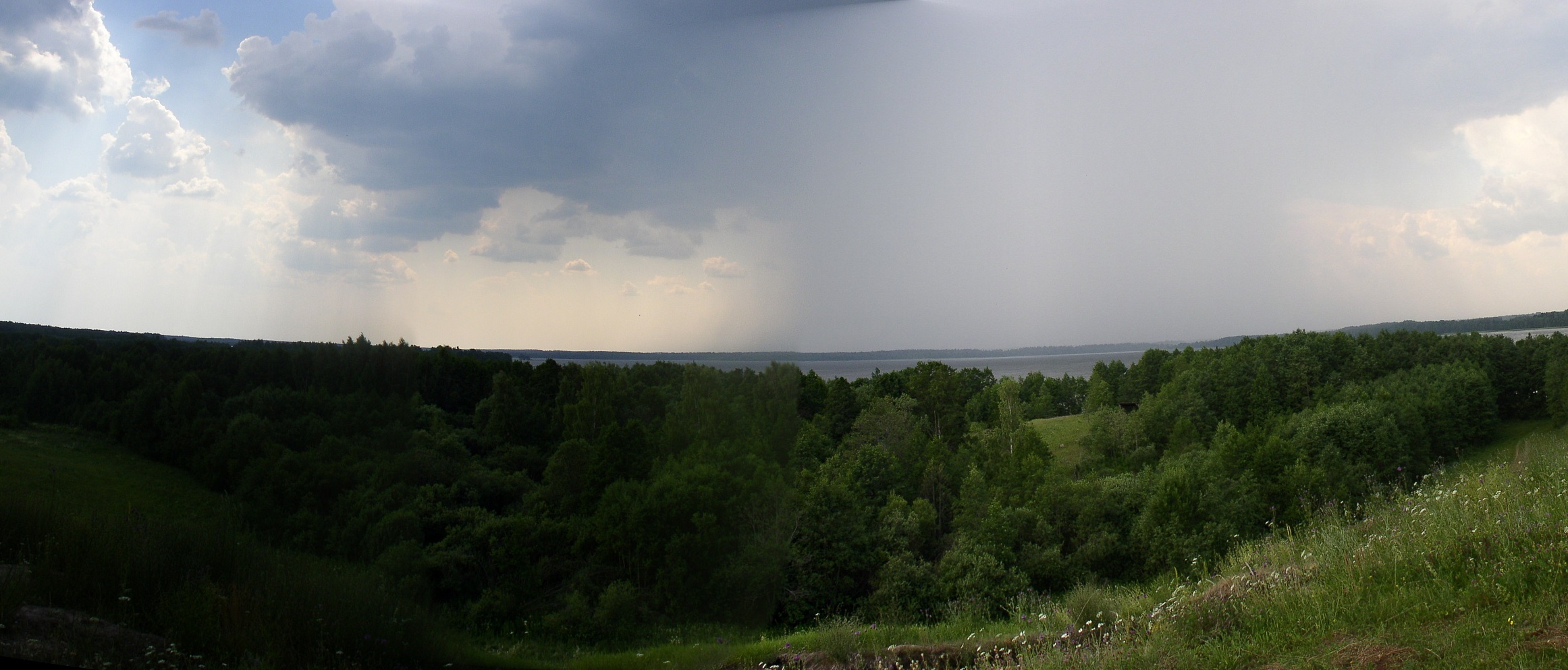

奧瑟諾湖（俄语：Осыно），是俄羅斯的湖泊，位於該國西北部，由普斯科夫州負責管轄，處於謝別日區，面積8.21平方公里，集水區面積43平方公里，平均水深4米，最大水深10米。